# Klaas van Eden
Klaas van Eden (Krommenie, 6 september 1821 - aldaar, 24 juli 1884) was en een Nederlandse burgemeester.
Van Eden was een zoon van Jan van Eden en Sijbreg de Jong. Van Eden huwde (1) met Maria Avis en (2) met Johanna Hendrica Catharina Paradijs.
Van Eden werd bij K.B. van 7 juli 1866 benoemd tot burgemeester van Krommenie. Van Eden bleef dit tot zijn dood op  24 Juli 1884.